# Маргарита Мюнстербергская
Маргарита Мюнстербергская (нем. Margarethe von Münsterberg; 25 августа 1473, Бреслау — 28 июня 1530, Дессау) — герцогиня Мюнстербергская и графиня Глацская, в замужестве — княгиня Ангальтская. После смерти супруга правила княжеством за своих малолетних детей.

## Биография
Маргарита, внучка богемского короля Йиржи из Подебрад, происходила из мюнстербергской ветви дворянского рода Подебрадов и стала четвёртой дочерью в семье герцога Йиндржиха I из Подебрад (1448—1498) и его супруги Урсулы Бранденбургской. Получила строгое религиозное воспитание, в 1494 году вышла замуж за князя Эрнста Ангальтского. Эрнст сумел впервые после 1252 года объединить Ангальтское княжество после угасания нескольких побочных линий. Супруги проживали в Дессау.
В 1516 году Маргарита взяла на себя обязанности регента княжества Ангальт-Дессау при малолетних сыновьях Иоганне, Георге и Иоахиме. Годы её правления охарактеризовались экономным подходом к ведению хозяйства и глубокой религиозностью. Маргарита резко отвергала исходившую из Виттенберга Реформацию. Маргарита нашла себе союзника в лице Альбрехта Бранденбургского, архиепископа Магдебурга. Ещё в 1525 году Маргарита пыталась выступать против Реформации в рамках организованного ею Дессауского союза католических князей. Сыновья Маргариты осмелились ввести Реформацию в княжестве только после смерти матери в 1534 году, хотя и поддерживали контакты с Мартином Лютером с 1522 года.

## Потомки
- Томас (1503)
- Иоганн IV (1504—1551), князь Ангальт-Цербста, женат на принцессе Маргарите Бранденбургской (1511—1577)
- Георг III (1507—1553), князь Ангальт-Плёцкау
- Иоахим I (1509—1561), князь Ангальт-Дессау.